# 川人明
川人 明（かわひと あきら、1947年 - ）は、日本の医師。 専門は、総合診療医学。
柳原病院在宅診療部部長。

## 人物
弟は、過労死訴訟で著名な弁護士の川人博。

## 略歴
大阪府泉佐野市生まれ。泉佐野市立日新小学校、泉佐野市立第三中学校、大阪府立三国丘高等学校、東京大学医学部医学科卒業。東大病院等で研修後、柳原病院にて地域医療に従事。1983年からは在宅医療・往診担当となる。

## 著書
- 『正直な誤診のはなし (勁草-医療・福祉シリーズ)勁草書房 1986　のちちくま文庫
- 『本音でつきあう慢性病』毎日新聞社 1988
- 『下町流往診日記』医学書院 2004
- 『自宅で死にたい 老人往診3万回の医師が見つめる命』祥伝社新書 2005
- 『在宅医療の完全解説 診療報酬点数表 在宅診療・指導管理・適応疾患・使用材料の全ディテール 2010-11年版』医学通信社 2010
- 『医学管理の完全解説 診療報酬点数表 指導管理・適応疾患の全ディテール 2012-13年版』医学通信社 2012

### 共著
- 『今日の在宅診療』編著, 吉沢敬一,藤井博之,和田忠志著 医学書院 2002
- 『Q&A・在宅ケアに役立つとっておき!病気・治療・薬の知識』佐々木睦美共著 日本看護協会出版会 2004
- 『還暦からの医療と法律』川人博共著 連合出版 2015